# Деревенко, Владимир Николаевич
Влади́мир Никола́евич Дереве́нко (15 [27] июля 1879, Бельцкий уезд, Бессарабская губерния — не ранее 1936 и не позднее 1939, Днепропетровск) — российский и советский хирург, доктор медицины, профессор, почётный лейб-хирург. Был лечащим врачом наследника российского престола Цесаревича Алексея.
Добровольно в качестве врача Отряда особого назначения последовал в ссылку царской семьи в Тобольск и Екатеринбург. После убийства царской семьи работал в лазаретах Русской и Красной армий. В 1930 году был арестован «за монархические взгляды». После отбытия наказания работал в медсануправлении Днепростроя.

## Биография

### Обучение
Владимир Николаевич Деревенко родился в семье личного дворянина «из обер-офицерских детей» Николая Дмитриевича Деревенко и кишинёвской мещанки Варвары Ивановны Бадимо, дочери однодворца с. Кишкарены Ясского уезда (теп. Кишкарены в Сынжерейском районе Молдавии). Окончив 1-ю Кишинёвскую гимназию в 1899 г. поступил на первый курс Императорской военно-медицинской академии. Блестяще окончил обучение, получив диплом лекаря с отличием в 1904 году. За успехи в учёбе имя В. Н. Деревенко было занесено на мраморную доску Академии и был удостоен премии И. Ф. Буша, присуждавшейся ежегодно лучшему выпускнику.

### Участие в Русско-японской войне
Решением конференции академии В. Н. Деревенко был оставлен при академии на 3 года для приготовления к профессорскому званию, но в связи с шедшей Русско-японской войной в мае 1904 года был призван на действительную военную службу и получил назначение младшим врачом Керченской крепостной артиллерии, одновременно заняв должность заведующего глазного и венерологического отделений Керченского лазарета. Осенью 1904 года убыл на театр военных действий в составе Подольского 55-го пехотного полка. Участвовал в боевых действиях, оказывая помощь раненым на передовом перевязочном пункте во время тяжёлых боёв под Сандепу и Мукденом, во время которых 55-й Подольский полк оказался практически полностью уничтожен неприятелем.

### На научной работе
С 29 марта 1905 года исполнял обязанности ассистента 1-го хирургического отделения Военно-медицинской академии, а в мае 1905 года он был назначен ординатором при хирургической госпитальной клинике академии, которой руководил профессор С. П. Фёдоров, что несомненно можно рассматривать как признание высоких профессиональных качеств В. Н. Деревенко.
В 1908 году В. Н. Деревенко защитил диссертацию доктора медицины «К вопросу об оперативном лечении невралгии тройничного нерва». Оппонентами соискателя стали профессора С. П. Фёдоров и С. Н. Делицин, а также приват-доцент Н. М. Жуковский. В 1911 году был избран приват-доцентом по кафедре клинической хирургии Военно-медицинской академии.

### Лейб-лекарь
В октябре 1912 года произошёл следующий инцидент, повлиявший на карьеру и всю последующую и жизнь В. Н. Деревенко. Царская семья проводила время в императорском охотничьем имении Спала в Восточной Польше. Больной гемофилией цесаревич Алексей Николаевич, гуляя в лесу, получил травму, повлекшую массивное полостное кровотечение, вследствие чего начался опасный воспалительный процесс. Сопровождавший царскую семью лейб-медик Е. С. Боткин срочно вызвал почётного лейб-хирурга профессора С. П. Фёдорова. Однако состояние наследника престола оставалось критическим, совместные усилия врачей не приносили результата. Не представляется возможным оценить роль последнего в лечении больного в описываемом случае, но постепенно состояние больного ребёнка улучшилось. С этого времени доктор Деревенко вошёл в императорскую фамилию в качестве почётного лейб-хирурга, а по сути дела в качестве личного врача Алексея Николаевича. Кроме обслуживания царской семьи доктор Деревенко также стал врачом Императорского Конвоя. Его сын Коля, практически ровесник наследника, стал его товарищем по играм.
Первая мировая война
Во время Первой мировой войны В. Н. Деревенко был одним из организаторов и принимал непосредственное участие в повседневной работе лазаретов, открытых при участии царской семьи — лазарета в здании Дворцового госпиталя в Царском Селе и лазарета Большого дворца.
После Февральской революции
После произошедшей Февральской революции семья отрёкшегося монарха была взята под домашний арест в Александровском дворце Царского Села. Временное правительство предоставило право выбора окружению царской семьи остаться с узниками либо оставить их. Оба лейб-медика — В. Н. Деревенко и Е. С. Боткин — предпочли остаться с царской семьёй, несмотря на те осложнения, которые мог означать такой выбор. При отправке в ссылку распоряжением А. Ф. Керенского были распределены обязанности врачей: доктор Е. С. Боткин был назначен состоять при царской семье, а доктор В. Н. Деревенко — врачом конвоя и охраны царской семьи, так называемого «отряда особого назначения».
1 июля 1917 года В. Н. Деревенко был избран профессором медицинского факультета новосозданного Временным правительством Пермского университета. Вероятно, поэтому, выехав из Царского Села вместе со всеми ссыльными, Деревенко с женой и сыном оказался в конечном пункте ссылки — Тобольске — только 24 августа, в то время как остальные прибыли туда 4 августа 1917 года. Предположительно эта задержка была связана с тем, что новоизбранный профессор остановился по дороге в Перми для улаживания формальностей, связанных с избранием на профессорскую должность.
В Тобольске семью В. Н. Деревенко, как и основную часть свиты отрекшегося монарха, поселили в доме рыботорговца Корнилова, отдельно от царской семьи. Обоим докторам разрешалось покидать дом для оказания медицинской помощи местным жителям и они могли свободно передвигаться по городу; был разрешён и приём больных на дому, записаться на приём к докторам мог любой желающий; их переписка не подвергалась цензуре, не было личных досмотров. Это позволяло В. Н. Деревенко вести активную операционную деятельность.
После прихода к власти большевиков
Положение ссыльных и их свиты изменилось после прихода большевиков к власти. 22 апреля 1918 года в Тобольск прибыл большевистский комиссар Яковлев (Мячин), который объявил докторов арестованными, но вследствие неразберихи под арест был помещён только врач Е. С. Боткин.
В конце апреля — мае 1918 года царская семья и сопровождающие их лица были двумя группами перевезены в Екатеринбург. Профессор В. Н. Деревенко следовал в сопровождении цесаревича Алексея Николаевича во второй группе и прибыл в Екатеринбург 23 мая 1918 года.
Екатеринбургский период жизни В. Н. Деревенко является самым загадочным и противоречивым в оценках современников. Это, а также то, что он, в отличие от доктора Е. С. Боткина, остался жив при расправе с царской семьей и её приближенными, сделало его объектом критики монархистов. Однако возможную причину освобождения В. Н. Деревенко привела в своих воспоминаниях княгиня Елена Петровна: по прибытии в Екатеринбург доктор был приглашён для лечения жены председателя Уралоблосовета А. Г. Белобородова. Больной стало лучше и в качестве ответной благодарности последовало освобождение врача и разрешение покинуть Екатеринбург либо свободно проживать в нём. Таким образом, имея возможность покинуть город, доктор Деревенко остался при заключённых в «дом особого назначения». Находясь в городе и не имея иных средств к существованию, В. Н. Деревенко занимался частной практикой и имел значительную клиентуру.
Последние дни жизни царской семьи
23 мая 1918 года наследник, принимая ванну, получил травму колена и страдал от болей в коленном суставе. Е. С. Боткин обратился с просьбой допустить к больному врача-хирурга, что было разрешено. В. Н. Деревенко посещал больного царевича ежедневно 24, 25 и 26 мая 1918 года. Более или менее регулярные врачебные посещения продолжались весь июнь, при этом он доставлял в дом свежие продукты от монахинь Ново-Тихвинского монастыря и проводил лечение с применением наркотических средств, французского пластыря, физических методов коменданта и охранников дома Ипатьева. Известно, что 6, 13 и 19 июня 1918 года в визите В. Н. Деревенко было отказано из-за разговоров накануне с царицей по-немецки.
По некоторым свидетельствам, в середине июня 1918 года с Деревенко связались несколько офицеров, заявлявших намерения освободить царскую семью, и получили от него приблизительный план дома Ипатьева, однако большего содействия офицерам доктор Деревенко не оказал, так как считал, что за ним установлено наружное наблюдение. Николай II писал 25 июня 1918 года в письме «офицеру» (провокатор большевиков): «наш хирург Д., который приходит к нам каждый день в 5 часов вечера, чтобы осмотреть Бэби, живёт в городе, не забудьте о нём. Нам никак не удается переговорить с ним наедине». Последнее упоминание о визите В. Н. Деревенко встречается в дневнике Александры Фёдоровны 2 июля 1918 года. М. К. Дитерихс в книге «Убийство царской семьи и членов дома Романовых на Урале» писал, что доктор Деревенко был с визитами в доме Ипатьева и позднее, однако других подтверждений этому нет. Можно предположить, что и после 2 июля 1918 года он приходил в установленное время, но в дом охраной не допускался.

### В годы гражданской войны
В декабре 1918 года В. Н. Деревенко с семьей переехал в занятую белыми Пермь, и приступил к работе в хирургической клинике Пермского университета. При подходе к Перми частей Красной армии в июле 1919 года вместе с частью преподавателей, сотрудников и студентов Пермского университета был эвакуирован в Томск, где активно оперировал в Томском военном госпитале, продолжая работу здесь и после установления в крае советской власти в декабре 1919 года.
С января по август 1920 года в должности приват-доцента Томского университета по кафедре факультетской хирургической клиники читал студентам медицинского факультета факультативный курс лекций по урологии. К началу учебных занятий 1920 года был возвращён в Пермь и возглавил кафедру факультетской хирургической клиники Пермского университета.

### В советской стране
В 1923 году был избран профессором и заведующим кафедрой и клиникой общей хирургии Екатеринославского университета. В Днепропетровске профессор Деревенко интенсивно трудился над итоговой работой «Пособие по хирургии», оставшейся незавершенной.
Арестован 9 января 1931 года по обвинению в попытке вооруженного свержения Советской власти и участии в тайной контрреволюционной организации Союз освобождения России (организация была засекречена) (по материалам уголовного дела архива бывшего КГБ УССР,гриф «секретно» был снят). Полностью признал свою вину перед Советской властью, а также написал свою биографию, в которой упомянул о своих «неприязненных отношениях к личности Николая 2 и его окружению». Был приговорен к 5 годам ограничения свободы по УК УССР, но лишению свободы не подвергался и был выслан в Луганск, где работал врачом. Точно такие же ограничения были наложены и на его сына Николая, находившегося на исправительных работах в Харькове на одной из строек. По всей видимости, Деревенко вернулся в Днепропетровск после ссылки.
В 2003 году, незадолго до смерти, в своём единственном интервью, сын В. Н. Деревенко Николай сообщил, что его отец скончался весной 1936 года в Днепропетровске и был похоронен на ныне не сохранившемся Севастопольском кладбище.

## Реабилитация
16 октября 2009 года Генеральная прокуратура Российской Федерации приняла решение о реабилитации 52 приближённых царской семьи, подвергшихся репрессиям, в том числе В. Н. Деревенко.

## Семья
- Брат — Леонид Николаевич Деревенко (6 [18] августа 1881 — 17 июля 1942), доктор медицины, младший ординатор Царскосельского госпиталя (1913—1918), главврач лазарета при Общине сестёр милосердия Красного Креста (1914—1918); с 1918 — врач Кишиневской «заразной» больницы (впоследствии Инфекционная больница имени Т. Чорбэ); в 1930-е имел частную медицинскую практику в Кишинёве[8].
- Сын — Николай Владимирович Деревенко (1906—2003[1]), воспитанник царскосельской императорской гимназии. Друг Алексея Николаевича. Эмигрировал[9]. Проживал в США[1] и, согласно фильму НТВ 2016 года, умер в Бразилии[10].

## Комментарии
1. ↑  В некоторых источниках[2][3] именуется Деревенько.